# Лангельн (Нордхарц)
Лангельн (нем. Langeln) — деревня в Германии, в земле Саксония-Анхальт.
Входит в состав общины Нордгарц района Гарц. Население составляет 1110 человек (на 31 декабря 2006 года). Занимает площадь 14,23 км².
Впервые упоминается в 1073 году как Лангала.
Ранее деревня Лангельн имела статус общины. 1 января 2010 года была объединена вместе с соседними населёнными пунктами, образовав новую общину Нордгарц.
В деревне расположена железнодорожная станция линии Галле—Финенбург.